# Egidius Dotter
Egidius Dotter (* 31. August 1783 in Vöhrenbach; † 17. Juni 1868 in Cotta) war ein sächsischer Wanduhrenfabrikant.
Dotter stammte aus dem Schwarzwald, wo er eine Lehre zum Uhrmacher absolvierte und anschließend in das Königreich Sachsen nach Lunzenau ging. Dort handelte er mit Schwarzwälder Uhren, was aber staatlicherseits durch mehrere Hürden behindert wurde. Das brachte Dotter auf die Idee, direkt in Sachsen Wanduhren nach dem Vorbild aus dem Schwarzwald herzustellen. Damit begann er kurz vor 1830 in Wermsdorf. Im Schloss Hubertusburg baute er eine Uhrenfabrik auf, die er bereits 1837 in die Landeshauptstadt nach Dresden verlegte, wo sie in der Friedrichstadt mehrere Jahrzehnte erfolgreich fortgeführt wurde.
Im Jahr 1839 ging er als Werkmeister an die Uhrenfabrik in Carlsfeld im Westerzgebirge. Dort ließ er die Produktion nach dem Dresdner Vorbild umstellen. Als es 1854 wegen der Verlagerung von Arbeitsschritten in Heimarbeit zu innerbetrieblichen Auseinandersetzungen in Carlsfeld kam, kehrte Egidius Dotter wieder nach Dresden zurück. Seine Tochter Rosa, die aus der 1816 mit Apollonia Fellnach aus Langenerbach im Großherzogtum Baden geschlossenen Ehe hervorgegangen war, blieb im Erzgebirge. Sie hatte den Tierarzt Kolb im böhmischen Breitenbach geheiratet. Ihr gemeinsamer Sohn Alexis Kolb betätigte sich neben seinem Postmeister-Beruf als Schriftsteller und Erzähler.